# Гойжево
Гойжево (біл. вёска Гойжава) — село в складі Молодечненського району Мінської області, Білорусь. Село підпорядковане Олехновицькій сільській раді, розташоване в західній частині області.